# جان کرادو گروس
جان کرادو گروس (به ایتالیایی: Gian Corrado Gross) (زادهٔ ۱۱ فوریهٔ ۱۹۴۲- ۳۰ ژوئن ۲۰۱۶) شناگر اهل ایتالیا بود.